# Baquelita

La estructura química de la baquelita.

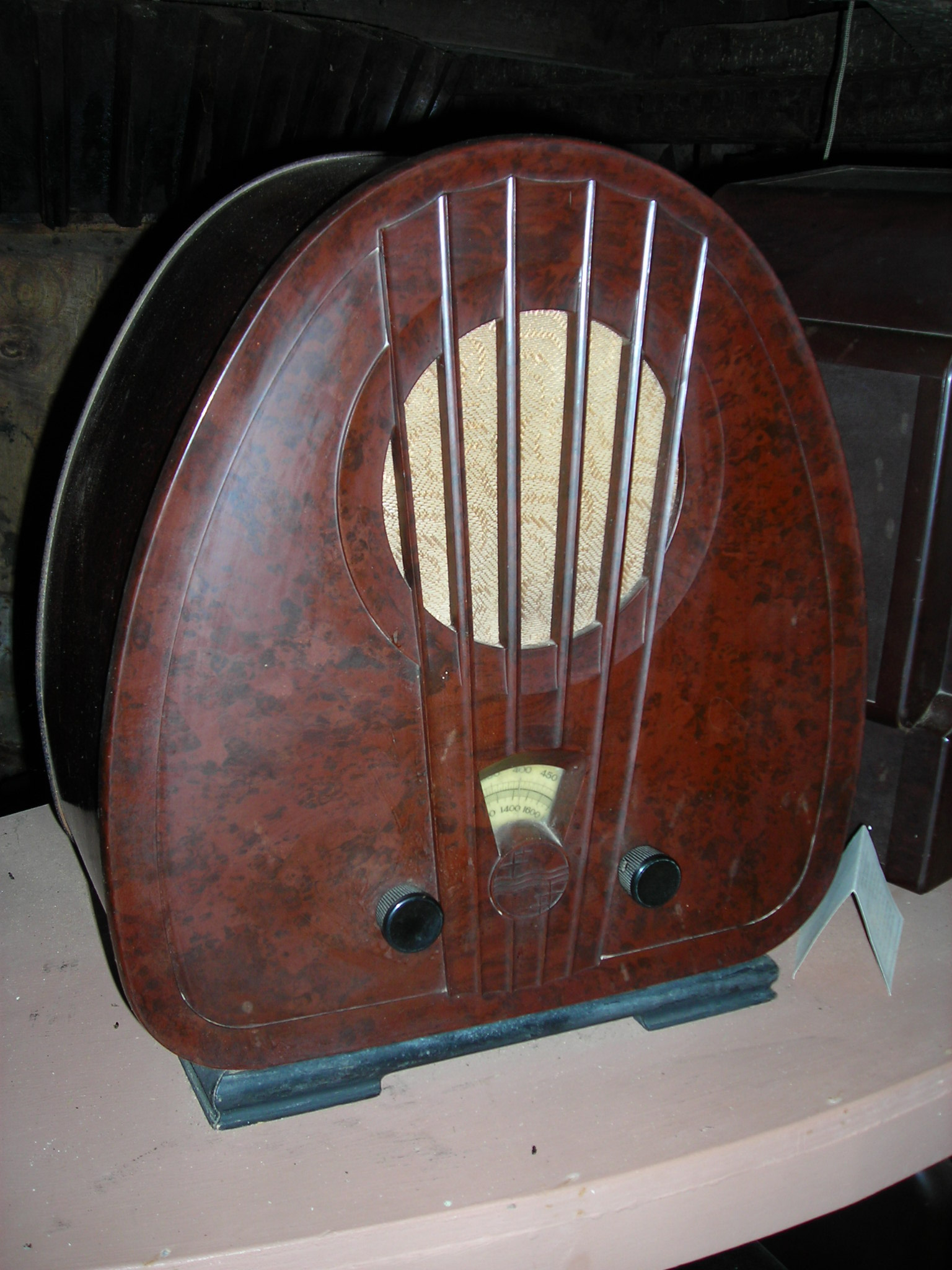
Radio de baquelita en el Museo de la Baquelita de Williton (Reino Unido)

La baquelita (o baekelita) fue la primera sustancia plástica totalmente sintética, creada en 1907 y nombrada así en honor a su creador, Leo Baekeland, químico estadounidense de origen belga. El resultado de su investigación fue publicado en la revista Time en 1924. El primer producto con baquelita fue comercializado en 1948.
Adolf von Baeyer experimentó con este material en 1872, pero no completó su desarrollo. Fue también uno de los primeros polímeros sintéticos termoestables conocidos. Se trata de un fenoplástico que hoy en día aún tiene aplicaciones interesantes. Este producto puede moldearse a medida que se endurece al solidificarse. No conduce la electricidad, es resistente al agua y los solventes, pero fácilmente mecanizable. El alto grado de entrecruzamiento de la estructura molecular de la baquelita le confiere la propiedad de ser un plástico termoestable; es decir, una vez que se enfría no puede volver a ablandarse. Esto lo diferencia de los polímeros termoplásticos, que pueden fundirse y moldearse varias veces, debido a que las cadenas pueden ser lineales o ramificadas pero no presentan entrecruzamiento, y por ello la baquelita se clasifica como termofijo.

## Síntesis
Su síntesis se realiza a partir de moléculas de fenol y formaldehído (proceso de Baekeland), en proporción 2 a 3: el formaldehído sirve de puente entre moléculas de fenol, perdiendo su oxígeno por sufrir dos condensaciones sucesivas, mientras que las moléculas de fenol pierden dos o tres de sus átomos de hidrógeno, en patrones de sustitución en hidrocarburos aromáticos, de forma que cada formaldehído conecta con dos fenoles, y cada fenol con dos o tres formaldehídos, dando lugar a entrecruzamientos. En exceso de fenol, la misma reacción de condensación da lugar a polímeros lineales en los que cada fenol sólo conecta con dos formaldehídos.

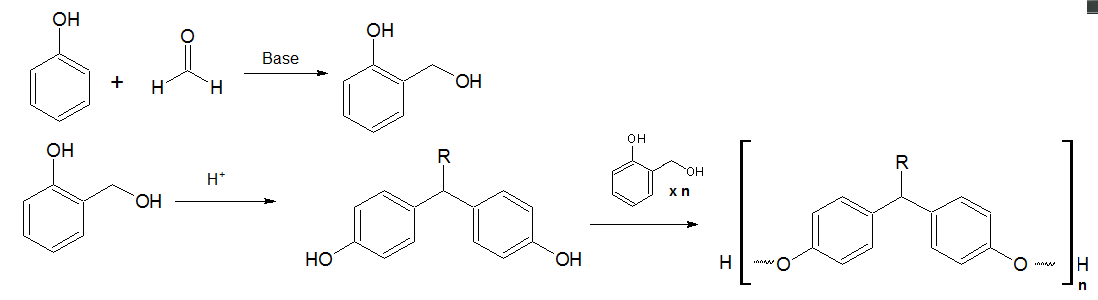
Estructura química de la Baquelita.

## Aplicaciones

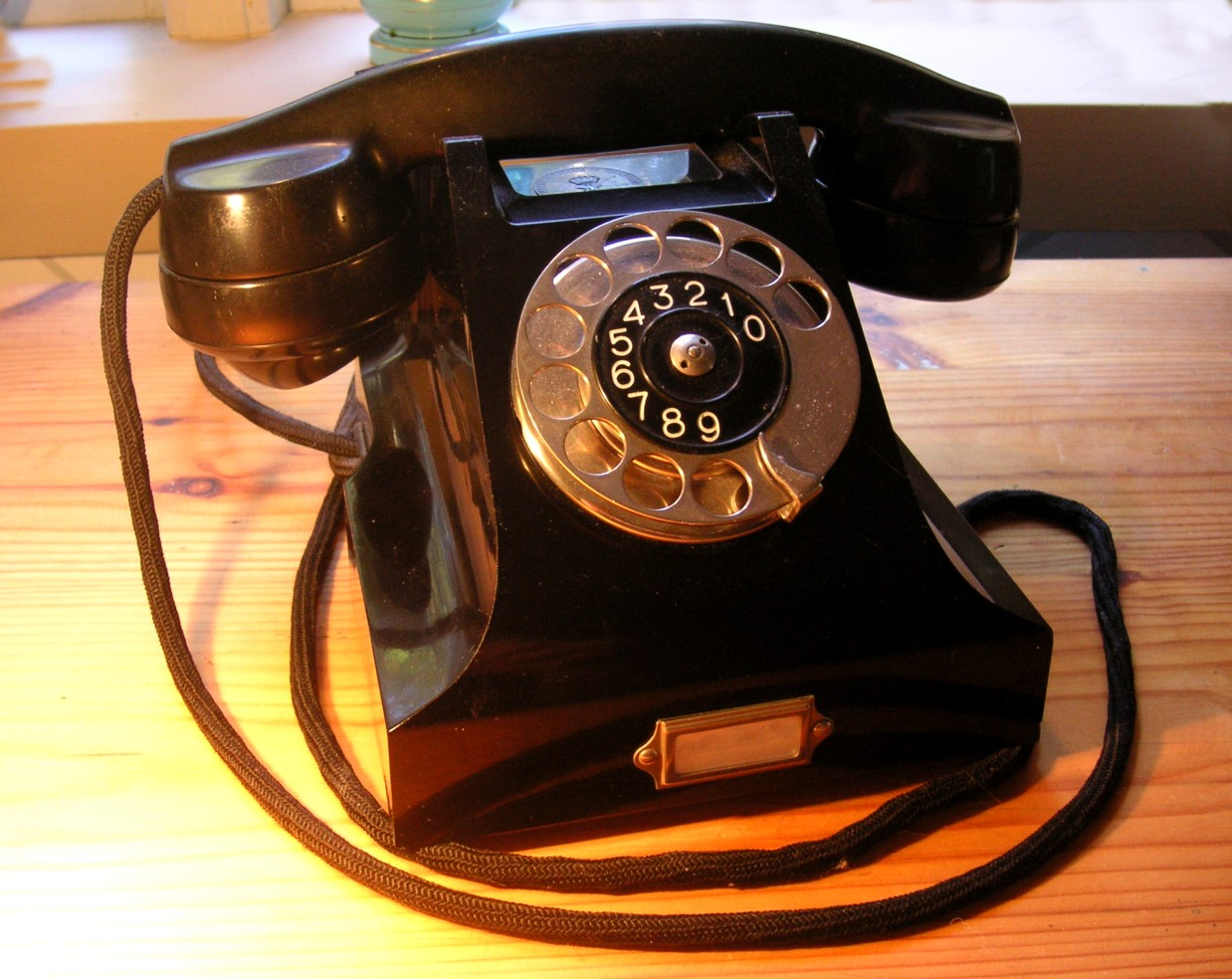
Teléfono Ericsson de baquelita (1931)

El atractivo estilo retro de los viejos productos de baquelita y la producción masiva han hecho que, en los últimos años, los objetos de este material se lleguen a considerar de colección. Su amplio espectro de uso la hizo aplicable en las nuevas tecnologías como carcasas de teléfonos y radios, partes accesibles de los mecanismos eléctricos domésticos (interruptores, bases de enchufe) hasta estructuras de carburadores.
En el siglo XXI continua usándose para aisladores de terminales eléctricos, piezas de freno de autos, botones para tapas de ollas, mangos de sartén, asas para enseres de cocina y boquillas de las tradicionales botas de vino.